# Nordö-kowhai
Nordö-kowhai (Sophora tetraptera) är en ärtväxtart som beskrevs av J.F.Mill.. Sophora tetraptera ingår i släktet soforor, och familjen ärtväxter. Inga underarter finns listade i Catalogue of Life.

## Bildgalleri

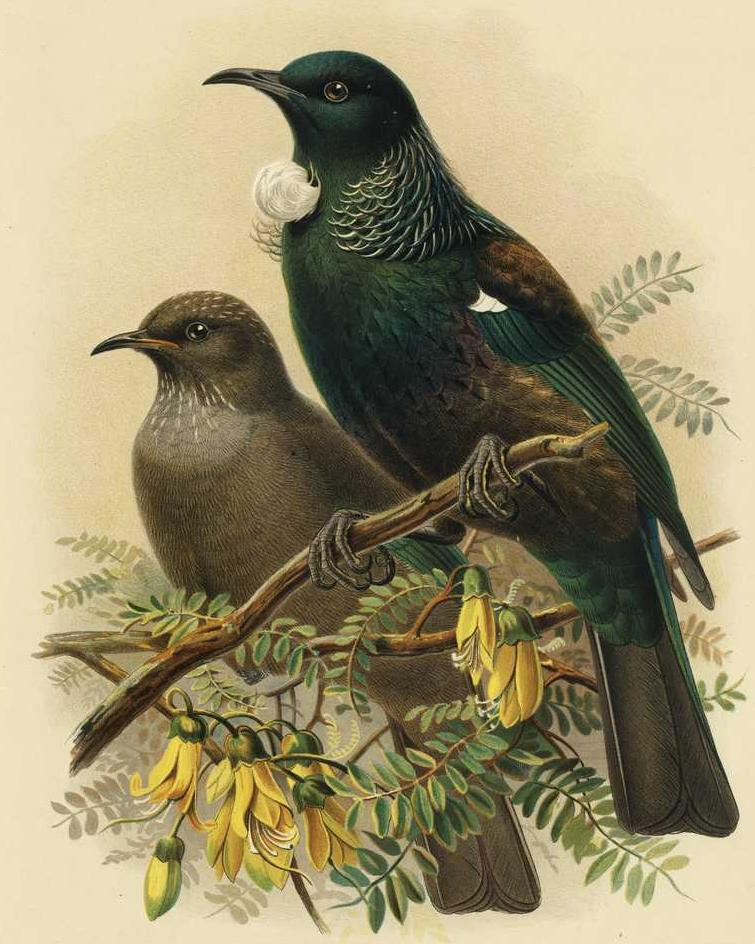
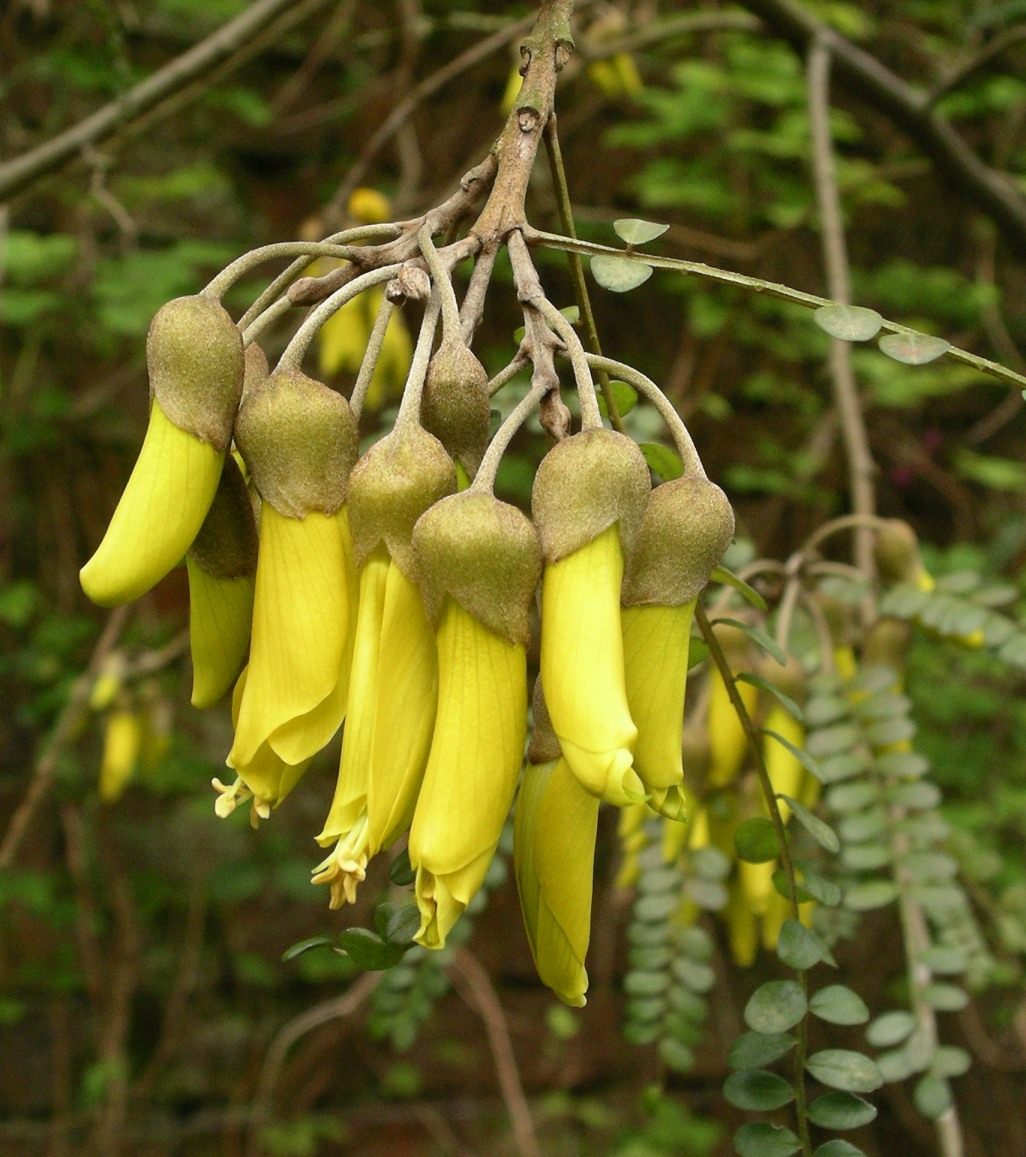
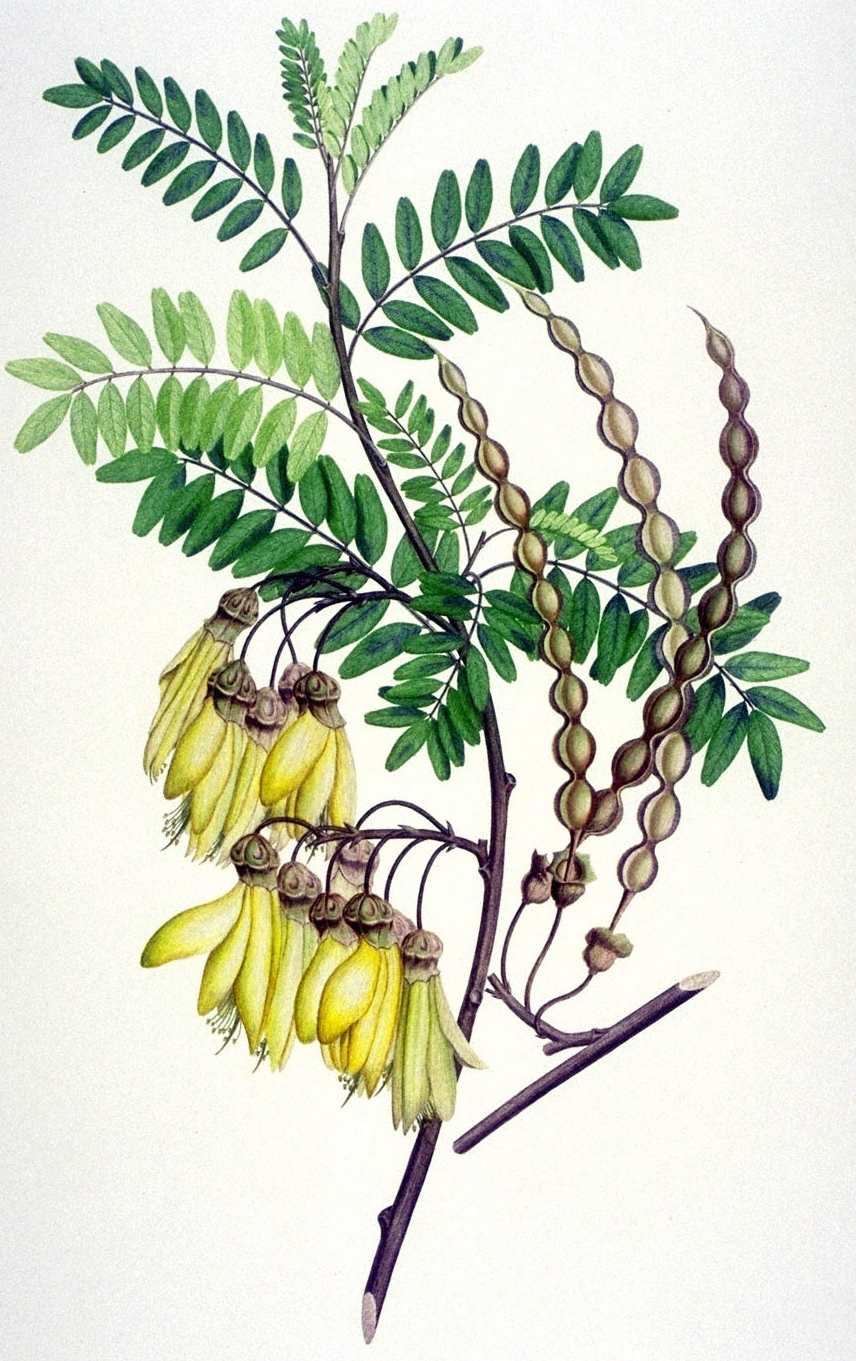